# Kromdraai
Kromdraai (« petite route sinueuse » en français) est un site préhistorique du Gauteng, localisé à environ 45 km au nord-ouest de Johannesbourg et à environ 2 km au nord-est du site de Sterkfontein, en Afrique du Sud.
Il appartient à l'ensemble de sites inscrits au Patrimoine mondial de l’Unesco en 2000 sous le nom de « Sites des hominidés fossiles d'Afrique du Sud ». Kromdraai est l'un des deux seuls sites d'Afrique du Sud à avoir livré à la fois des fossiles d'Australopithèques et de Paranthropes, le deuxième site dans ce cas, Sterkfontein, n'ayant livré que cinq dents isolées de Paranthropes.
Ce site est fouillé depuis 2002 sous la direction de José Braga, paléoanthropologue et professeur à l'Université Paul Sabatier, Toulouse, France.

## Historique

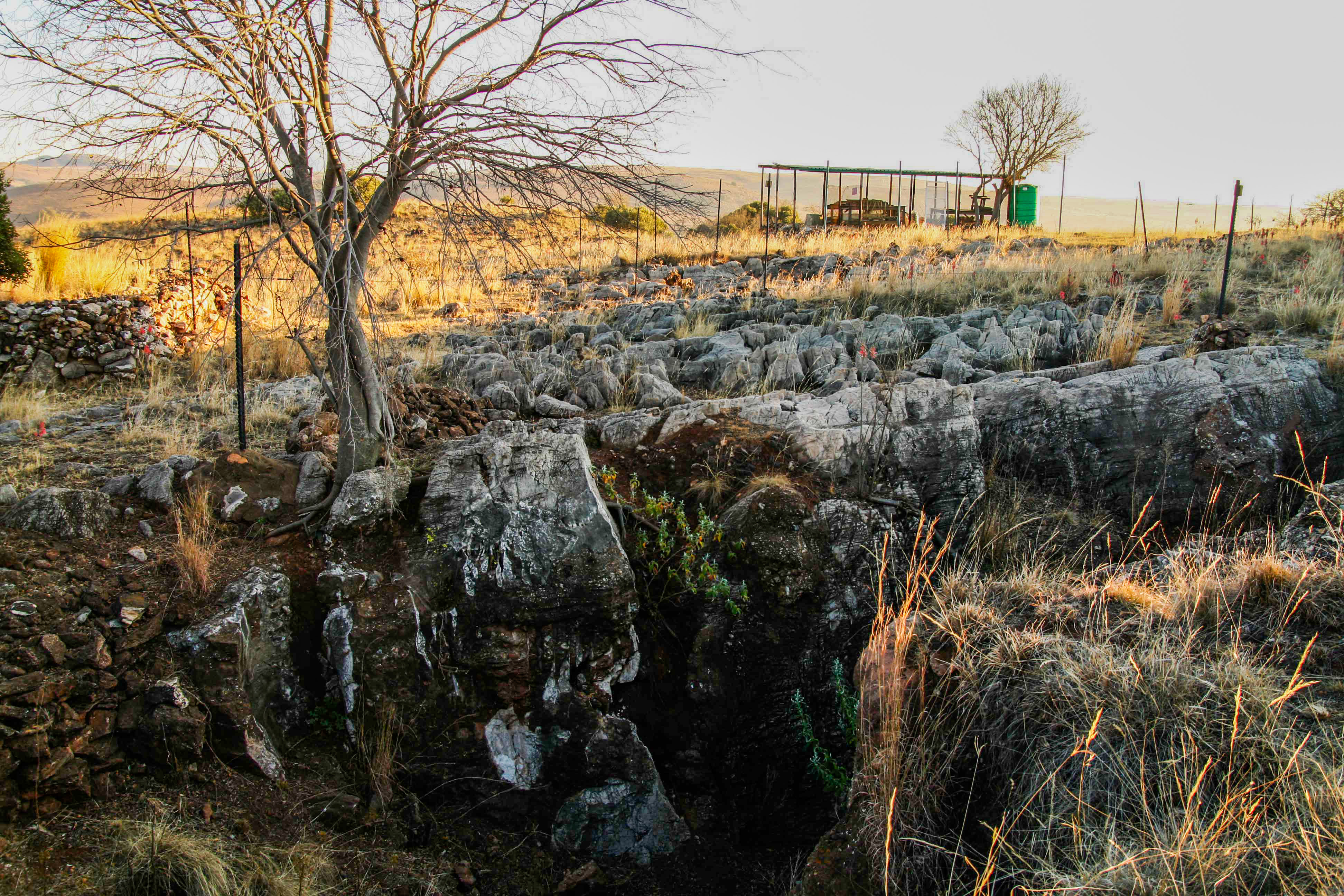
Kromdraai A, vu du sud-ouest en 2007

En 1938, l'attention de Robert Broom fut attirée sur Kromdraai par un écolier des environs, nommé Gert Terblanche, qui avait découvert sur le site plusieurs dents d'hominines. Les dents appartenaient à un crâne qui devait devenir l'holotype de Paranthropus robustus. Robert Broom commença des fouilles qui se poursuivirent jusqu'en 1947 environ et qui livrèrent de nombreux restes fossiles de Paranthropes. Deux zones furent identifiées, Kromdraai A et Kromdraai B. Les premiers fossiles furent trouvés sur Kromdraai B.
En 1955, Charles Kimberlin Brain reprit les recherches à Kromdraai B et découvrit six fossiles d'hominines ainsi que de faune.
Dans les années 1980, Elisabeth Vrba conduisit de brèves recherches à Kromdraai B afin de recueillir de nouveaux ensembles pour ses travaux sur les bovidés d'Afrique australe.
En 1993, les fouilles reprirent sous la direction de Francis Thackeray, du Musée du Transvaal, et de Lee Rogers Berger, de l'université du Witwatersrand. Ils furent rejoints par des équipes de l'université Harvard et d'autres collaborateurs. Parmi les résultats importants obtenus lors de ces fouilles, il convient de mentionner la découverte d'un nouveau vestige fossile d'homininé, ainsi que des datations par paléomagnétisme.
Depuis 2002, de nouvelles fouilles sont réalisées par une équipe internationale dirigée par José Braga. Depuis 2014, 47 nouveaux vestiges d'homininés ont été découverts à Kromdraai et annoncés dans plusieurs publications,. Voir : https://archeologie.culture.gouv.fr/kromdraai-premices-du-genre-humain

## Vestiges fossiles
Les couches stratigraphiques de Kromdraai sont datées d'environ 2,5 à 1,6 millions d'années.
Le spécimen holotype de l'espèce Paranthropus robustus, TM 1517, fut découvert en 1938 par Robert Broom, qui créa le genre Paranthropus à cette occasion. D'autres fossiles de Paranthropus robustus ont été trouvés ensuite dans des couches datées de 1,8 à 1,6 Ma.
Depuis 1938, de nombreux fossiles de Paranthropes (Paranthropus robustus) et quelques fossiles humains ont été trouvés à Kromdraai. Ils ont plus de 2 millions d'années.
Plusieurs milliers de fossiles d'animaux ont également été découverts sur le site de Kromdraai. Ces découvertes ont été l'objet d'une synthèse publiée en 2016.